# Стражев, Василий Иванович
Василий Иванович Стра́жев (бел. Васіль Іванавіч Стражаў; род. 26 июля 1944, Каменск-Шахтинский, Ростовская область) — белорусский учёный-физик, министр образования Республики Беларусь в 1994—2001 годах, ректор Белорусского государственного университета в 2003—2008 годах. Доктор физико-математических наук (1986), иностранный член Российской академии образования, вице-президент Евразийской ассоциации университетов. Заслуженный работник образования Республики Беларусь (2008).

## Биография
Родился в г. Каменск-Шахтинский (Ростовская область) (по другим данным — в Каменске Полтавской области). Мать, Лидия Александровна, окончила медицинское училище, лейтенант медицинской службы, в августе 1942 года ушла добровольцем на фронт. В Сталинграде встретила своего будущего мужа, отца В. И. Стражева. Отец родом из Витебской области, артиллерист, участвовал в финской кампании, освобождал Западную Беларусь, войну начал в Белостоке. Мать В. И. Стражева начала рожать в санитарном военном поезде, шедшем на фронт. Его путь пролегал через Каменск. Назвали Василием в честь деда по отцовской линии Василия Николаевича, участника русско-японской войны, фельдфебеля, кавалера двух Георгиевских крестов. С 1954 года В. И. Стражев жил в Минске. В 1966 году окончил физический факультет Белорусского государственного университета по специальности «теоретическая физика». Во время учёбы был секретарём комитета комсомола курса, затем факультета. Поступил в аспирантуру Института физики АН БССР и в 1971 году защитил кандидатскую диссертацию (тема диссертации — «К проблеме дуальной симметрии в электродинамике»). Работал в АН БССР (Институт физики, Отделение физико-математических наук), затем — в Минском обкоме и горкоме КПБ, где курировал вопросы науки и образования. В 1986 году защитил докторскую диссертацию (тема — «Спиновые степени свободы и калибровочные симметрии»). В 1987 году присвоено учёное звание профессора. Опубликовал четыре монографии.
С 1988 года — в министерстве образования БССР и РБ. С августа 1994 по октябрь 2001 — министр образования Республики Беларусь (с 1994 по 1997 — министр образования и науки). Председатель Комитета по сотрудничеству в области образования стран СНГ (с 1997 года). Сам оценивал результаты своей деятельности в бытность министром следующими словами: «Считаю, что мне удалось сдвинуть систему образования в нужном направлении». С 2001 года по 2003 год ректор Республиканского института высшей школы БГУ.
17 ноября 2003 года вместо оказавшегося в центре скандала Александра Козулина Стражев был назначен новым ректором БГУ. Председатель правления республиканского общества «Знание».
31 октября 2008 года новым ректором БГУ был назначен Сергей Владимирович Абламейко. В числе причин отставки Стражева называлось достижение предельного возраста для занятия руководящих должностей.
Член общественной организации под названием Международная академия наук высшей школы, с октября 1993 года — руководитель её Белорусского отделения. Участвует в работе Общественного совета по нравственности.
В 1966 году женился. Жена с 1967 года преподаватель английского языка в МГЛУ. Дочь по образованию медсестра. Внуки Михаил (род. в 1990—1991 годах) и Даниил (род. в 2004 году).

## Награды
- Медаль Пушкина (27 июня 2007 года, Россия) — за большой вклад в развитие сотрудничества между Российской Федерацией и Республикой Белоруссия в области науки, культуры и образования[15][16].
- Заслуженный работник образования Республики Беларусь (2 сентября 2008 года) — за высокий профессионализм, многолетнюю плодотворную работу в области здравоохранения, науки, культуры, искусства, нефтяной промышленности, строительства, своевременный ввод в эксплуатацию участка метро от станции «Восток» до станции «Уручье»[17].
- Грамота Содружества Независимых Государств (3 сентября 2011 года, Совет глав государств СНГ) — за активную работу по укреплению и развитию Содружества Независимых Государств[18].
- Иностранный член Российской академии образования (2005).
- Почётный доктор Российского государственного социального университета (2006).